# Tëmnye
Tëmnye är en kulle i Antarktis. Den ligger i Östantarktis. Australien gör anspråk på området. Toppen på Tëmnye är 536 meter över havet.
Terrängen runt Tëmnye är huvudsakligen kuperad, men söderut är den bergig. Trakten är obefolkad. Det finns inga samhällen i närheten. 